# Juan Giné y Partagás
Juan Giné y Partagás (Pla de Cabra, 18 de noviembre de 1836-Barcelona, 27 de febrero de 1903) fue un médico y escritor español.

## Biografía
Nacido el 18 de noviembre de 1836, se licenció en medicina por la Universidad de Barcelona en 1858. En 1862 obtuvo el doctorado en la Universidad de Madrid. Inició su actividad profesional como médico rural, pero en 1863 obtuvo la plaza de profesor ayudante en la Facultad de Medicina de la Universidad de Barcelona, estableciéndose en Barcelona. En 1866 se trasladó a Santiago de Compostela, donde fue catedrático en la universidad durante un curso. De vuelta en la Universidad de Barcelona, ocupó la Cátedra de Higiene a partir de 1868 y la clínica quirúrgica a partir de 1871. Desde 1892 hasta su muerte ejerció de rector de la Universidad de Barcelona. Además de sus actividades docentes, Giné y Partagás era director del manicomio de Nueva Belén, primero en el barrio de Gracia y más tarde en San Gervasio de Cassolas, en Barcelona, escenario principal de su actividad investigadora desde 1864.
Introductor de la psiquiatría organicista, fue el preparador del primer congreso español de psiquiatría en Barcelona en 1883, donde se dieron cita especialistas nacionales e internacionales. Una serie de discípulos y colaboradores suyos formaron la primera escuela psiquiátrica de España. También fue pionero en el ejercicio de la enseñanza, de manera científica y autónoma, de la dermatología, hasta entonces ligada a la patología quirúrgica. Sus teorías dermatológicas, derivadas de la escuela francesa, quedaron reflejadas en un tratado editado en 1880.
Su contribución a la difusión, a través del periodismo médico, de diferentes corrientes científicas fue de gran importancia. Figura entre los fundadores del Instituto Médico de Barcelona (1866), primer intento de escuela libre de medicina; participó en la redacción de El Compilador médico y dirigió La Independencia Médica (1869), además de fundar en 1881 la Revista Frenopática Barcelonesa. Falleció el 27 de febrero de 1903 en Barcelona.

## Obra
En su vasta producción escrita destacan las obras de carácter médico: Tratado de higiene rural (1860), Curso elemental de higiene privada y pública (1871-72), Tratado de fisiopatología (1876) y Ensayo teórico-práctico sobre la homología y heterología frenopáticas (1878).
También resultan de interés sus tres novelas de ciencia ficción:
Viaje a Cerebrópolis (1884)Es un viaje al interior del cerebro, en el que los diferentes elementos y procesos cerebrales son personificados, en una ciudad que es el cerebro mismo: Cerebrópolis. Con las distancias debidas, recuerda a Viaje alucinante, de Asimov, y a Del revés de Pixar, con la intervención del Orgullo, la Vanidad, la Envidia y los Celos.
La familia de los onkos (1888)En la obra, Ginés trata de explicar en forma de metáfora las diferentes enfermedades en los reinos vecinos de Itis y Onca. Según Augusto Uribe, «Giné establece una metáfora sociopolítica de la inflamación, llegando a asimilar el orden del organismo a la monarquía y el desorden a la república, presentando las enfermedades como si de revueltas revolucionarias se tratara.»
Misterios de la locura (1890)trata sobre la locura de Eulogio Higiofrén —de eu, bueno, logos, palabra, higio, sano, y fren, mente— que ha perdido la razón. Ginés de nuevo usa una metáfora para explicar la situación, en este caso un planeta similar a la Tierra, con sus diferentes regiones Ultrafrenia, Afrenia y Oligogrenia. También aparece la ciudad Cerebrópolis, que ha quedado sin gobierno, situación que compara con la de España.